# Sperlingskauz

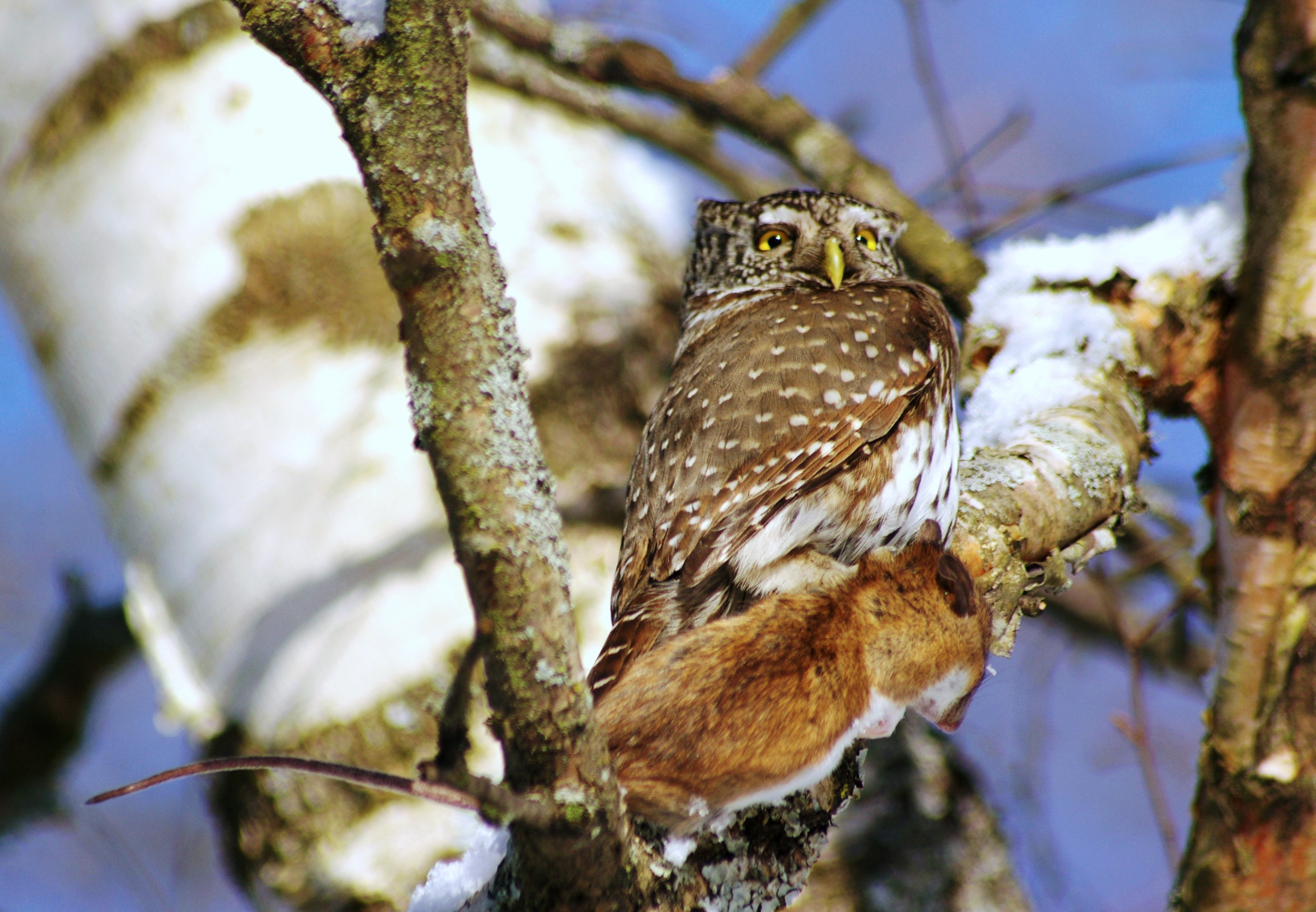
Sperlingskäuze sind durch ihre dunkelbraune Färbung gut getarnt

Der Sperlingskauz (Glaucidium passerinum) ist die kleinste in Mitteleuropa heimische Eule. Auch weltweit gehört die Art zu den Zwergen unter den Eulenvögeln. Der Sperlingskauz ist ein Bewohner des paläarktischen Nadelwaldgürtels, in Mitteleuropa waren seine Vorkommen lange Zeit auf montane Wälder und Wälder in Mittelgebirgslagen beschränkt. In letzter Zeit konnte die Art ihr Brutareal beträchtlich ausweiten und kommt in zunehmender Anzahl auch in niedriger gelegenen Gebieten vor. Sperlingskäuze ernähren sich von Kleinsäugern und Kleinvögeln. Es werden zwei Unterarten unterschieden.

## Aussehen
Der mit einer Größe von 16 bis 17 Zentimetern bei den Männchen und 18 bis 19 Zentimetern bei den Weibchen knapp starengroße Vogel ist aufgrund seiner Kleinheit, seines Aktivitätsprofils und seines Verhaltens recht gut bestimmbar. Am ehesten könnte er mit einem Raufußkauz (Aegolius funereus) oder im Flug mit einem dunklen Steinkauz (Athene noctua) verwechselt werden. Die Flügelspannweite beträgt etwa 35 Zentimeter beim Männchen und 38 Zentimeter beim Weibchen. Das Männchen wiegt im Durchschnitt 59 Gramm, das Weibchen zwischen 99 Gramm vor dem Brutbeginn und 69 Gramm zum Ende der Brutzeit. Es verbraucht entsprechend körpereigene Reserven, um die Bruttemperatur zu halten.
Der Sperlingskauz wirkt ziemlich einheitlich dunkelgraubraun, Brust und Bauch sind unterschiedlich hell, jedoch selten rein weiß. Am Hinterkopf hat er die typischen Flecken (Occipitalgesicht), die bei bestimmten Lichtverhältnissen entweder wie Augen aussehen oder es ist nur eine dunkle Strichelung erkennbar. Der Kopf ist klein und flachstirnig mit deutlichen weißen „Augenbrauen“. Das Gesichtsfeld ist dunkel, die Iris der verhältnismäßig kleinen Augen gelb. Der lange, mehrmals weiß gebänderte Schwanz ist sehr auffallend: Oft wird er seitlich hin- und herbewegt oder nach Zaunkönigart steil aufgerichtet (gestelzt).
Im Flugbild erscheinen die Flügel kurz und abgerundet, ebenso der Schwanz. Als Kleinvogeljäger ist sein relativ geräuschvoller Flug wendig und schnell, im Streckenflug werden nach einigen schnellen, kräftigen Flügelschlägen die Schwingen angelegt. Oft wird dieser so genannte Wellenflug von geradlinigen Gleitphasen unterbrochen.

## Stimme
Der Revierruf des Männchens ist sehr markant und mehr als einen Kilometer weit hörbar. Er besteht aus hellen flötenden Einzelelementen auf üü, denen meist ein kleiner Nachlaut, ebenfalls auf ü folgt: also ü..ü. Bei besonderer Erregung – wohl bei Erscheinen eines Weibchens oder eines Rivalen – können mehrere ü dem Hauptton folgen (Ü …üüüüüh). Diese ü-Reihen können in der Tonhöhe ansteigen und sich am Ende überschlagen. Die Tonfarbe ist pfiffähnlich, in der Nähe sehr grell. Dieser Reviergesang, dessen Einzelelemente im Abstand von etwa zwei Sekunden vorgetragen werden, ist oft schon im Spätoktober zu hören, bei klaren Besitzverhältnissen aber erst im Februar und März. Daneben gehören schrille Pfiffe sowie vokallose 'pssst' Laute zum insgesamt recht reichhaltigen Stimmrepertoire der Art.
Einige Kleinvögel, allen voran die Tannenmeise, reagieren auf Sperlingskauzrufe akustisch sehr heftig, sodass allein auf Grund dieser Reaktion auf die Anwesenheit des Sperlingskauzes geschlossen werden kann, ein Umstand, den man sich bei der Kartierung der Art zunutze macht, indem man Aufnahmen von Sperlingskauzrufen – Klangattrappen – abspielt.

## Verbreitung

Das Verbreitungsgebiet reicht von Frankreich bis nach Ostsibirien:
Ganzjähriges Vorkommen

Das geschlossene Brutgebiet der Art reicht von Südskandinavien und Ostpolen in einem breiten Gürtel bis nach Ostsibirien und Sachalin. Im Norden ist die Art ein Bewohner der borealen Nadelwälder. Daneben gibt es größere Verbreitungsinseln in den Mittel- und Hochgebirgen Mitteleuropas, von Ostfrankreich beginnend über die Schweiz, Österreich, Süd- und Südostdeutschland, zum Beispiel im Schwarzwald, Bayerischen Wald, Thüringerwald (Biosphärenreservat Vessertal) und Odenwald bis zu den Karpaten und Beskiden. Regelmäßige Brutnachweise gibt es auch im Harz, Solling und dem Landschaftsraum der Lüneburger Heide, im letzteren Fall also auch im Norddeutschen Tiefland. Auch in einigen Waldinseln des Dinarischen Gebirges ist die Art verbreitet.
Der Sperlingskauz brütet in Mitteleuropa bevorzugt in Gebirgsnadelwäldern von 600 m bis zur Baumgrenze, doch wurden neuerdings auch Bruten in der submontanen Höhenstufe bekannt, so beispielsweise im Raum Graz auf etwa 400 Metern über NN.

## Lebensraum
Der Sperlingskauz ist Bewohner der borealen Nadelwälder sowie nadelwalddominierter Mischwälder. Naturnahe, kaum durchforstete Wälder mit entsprechend hohem Alt- und Totholzbestand sind bevorzugte Habitate. In forstwirtschaftlich genutzten Wäldern werden solche mit Plenterwirtschaft bevorzugt. Er benötigt neben einem reichen Nahrungsangebot auch das Vorhandensein von Bruthöhlen oder Halbhöhlen. Auch Gewässer und Moore scheinen für das ideale Sperlingskauzhabitat eine große Rolle zu spielen. Außerdem sind wie bei vielen anderen Eulen dichte Gehölzbestände mit guter Deckung und Freiflächen notwendige Bestandteile eines optimalen Sperlingskauzreviers. Die Anwesenheit anderer Eulen scheint ihn im Gegensatz zum Raufußkauz weniger zu stören, wohl aber eine starke Präsenz von Baummarder, Habicht und Sperber.

## Nahrung und Nahrungserwerb

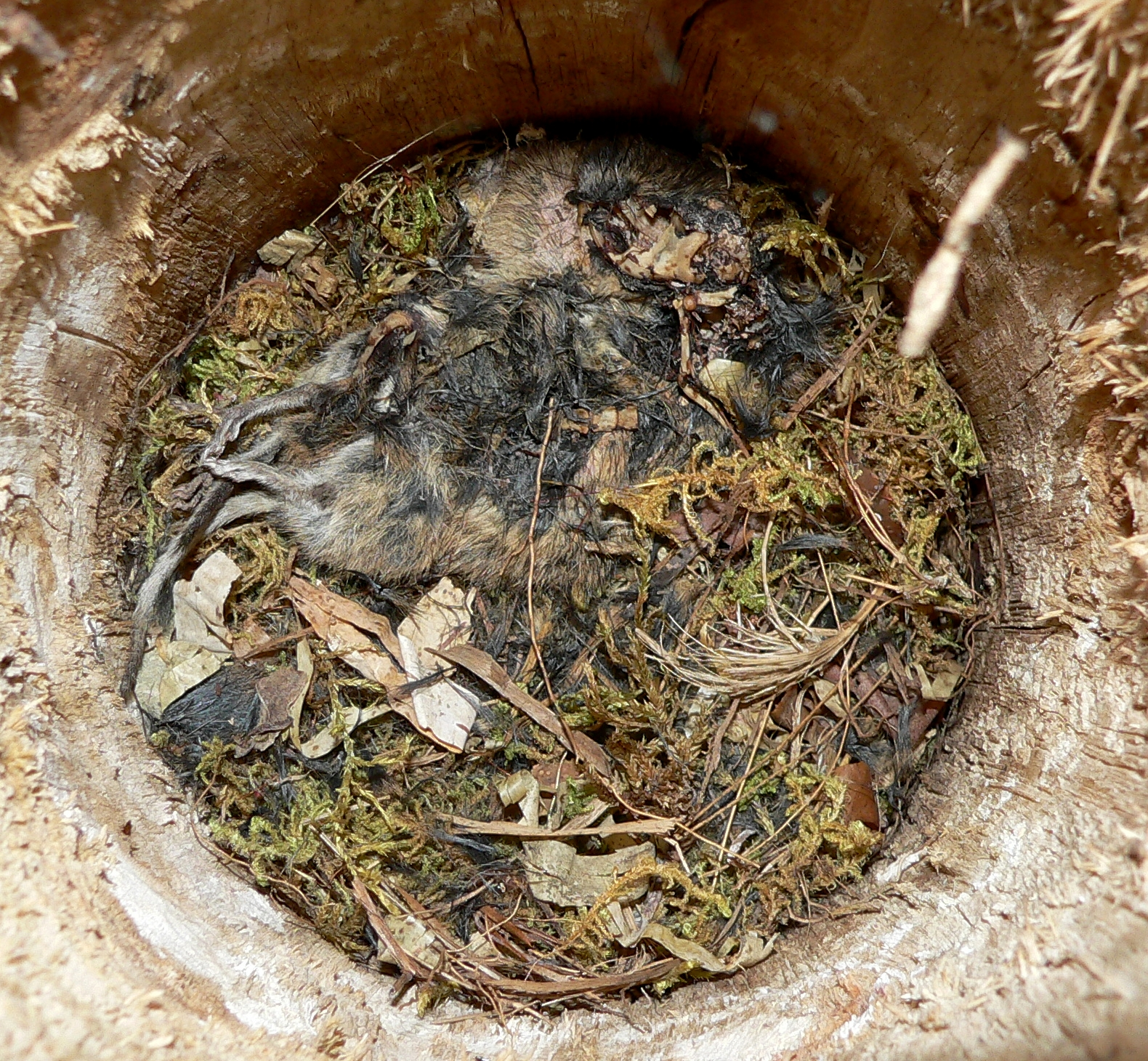
Nahrungsdepot eines Sperlingskauzes; die Beutetiere sind kopflos

Der Sperlingskauz ist ein erfolgreicher Kleinvogeljäger. Sein Nahrungsspektrum ist sehr groß und umfasst insgesamt über 50 Vogelarten bis Buntspechtgröße. Häufig werden Buchfinken und Tannenmeisen erbeutet. Zuweilen erjagt der Sperlingskauz auch Ästlinge der eigenen Art. Des Weiteren gehören zu seinen Beutetieren Säugetiere wie zum Beispiel Spitzmäuse, Ratten, Erdmäuse, Rötelmäuse und Bilche, Amphibien und Reptilien. Der Anteil der Vogelbeute ist unterschiedlich, übersteigt aber selten 50 Prozent.
Bodentiere werden von einem Ansitz im unteren Kronenbereich eines Baumes oder der Spitze einer Jungfichte erspäht und am Boden geschlagen; Vögel werden meist durch Überraschungsangriffe erbeutet, aber auch Verfolgungsjagden kommen vor. Dabei lokalisiert der Sperlingskauz seine Beute meist visuell. Während der Brutzeit sowie bei trübem Wetter jagt der Sperlingskauz auch am Tage, sonst vor allem in der Dämmerung. In der Nacht selbst jagt diese Art nicht. Vögel werden immer gerupft, Säugetiere nur grob enthaart, die Beute wird häppchenweise verzehrt. Während der Fütterungszeit und der Wintermonate legt der Sperlingskauz oft sehr umfangreiche Nahrungsdepots an.

## Verhalten
Die Aktivitätsphasen der Art liegen in den Dämmerungsstunden oder am Tag. Dies betrifft sowohl Nahrungserwerb, Fütterung als auch die Gesangsaktivität. Zuweilen ist er aber auch in hellen Nächten zu vernehmen. Der Sperlingskauz kann in seinem Revier recht auffällig sein. Oft sitzt er sehr exponiert auf dem Wipfeltrieb einer Fichte. Nach jedem Ortswechsel erfolgt das charakteristische Schwanzdrehen und Schwanzstelzen, ebenso bei Erregung, beispielsweise beim Ausmachen eines Beutetieres. Er ist nicht besonders scheu und lässt Menschen, vor allem während des Sonnenbadens, dem er sich oft mit ausgebreiteten Schwingen und aufgeplustertem Gefieder hingibt, recht nahe an sich herankommen. In den Ruhephasen sitzt er meist aufrecht, nahe an einem Stamm, ist aber auch in fast liegender Stellung zu beobachten. Männchen und Weibchen sitzen meistens getrennt in einiger Entfernung voneinander.
Zum Komfortverhalten des Tieres gehört eine umfassende Körperpflege aus Kratzen, Putzen und Schütteln. Auch ausgiebige Regen-, Schnee- und Wasserbäder gehören in sein Verhaltensmuster, in diesem Maße vielleicht auch deshalb, weil er seine im Winter gefrorene Depotbeute in seinem Körpergefieder auftaut, wodurch dieses oft stark verschmutzt wird.
Gegenüber Artgenossen ist er während des ganzen Jahres aggressiv, auch verpaarte Exemplare sind ziemlich kontaktscheu. Ein Kontaktsitzen ist nur während der Frühjahrsbalz zu beobachten, verbunden mit einer deutlich erkennbaren Anspannung, die sich in kurzen Verfolgungsflügen und dem Ausstoßen von Alarmlauten äußert. Männchen und Weibchen nutzen ganzjährig unterschiedliche Schlaf- und Sitzplätze, nur die Jungvögel suchen den Kontakt von Nestgeschwistern. Männliche Sperlingskäuze sichern sich durch Reviergesänge Reviere von etwa 2,5 Quadratkilometern Fläche, die gegenüber Artgenossen – auch revierfremden Weibchen – intensiv verteidigt werden. Der Raufußkauz wird im Revier geduldet, es wurden sogar beflogene Bruthöhlen der beiden Arten innerhalb eines Radius von weniger als 20 Meter festgestellt.

## Feindverhalten

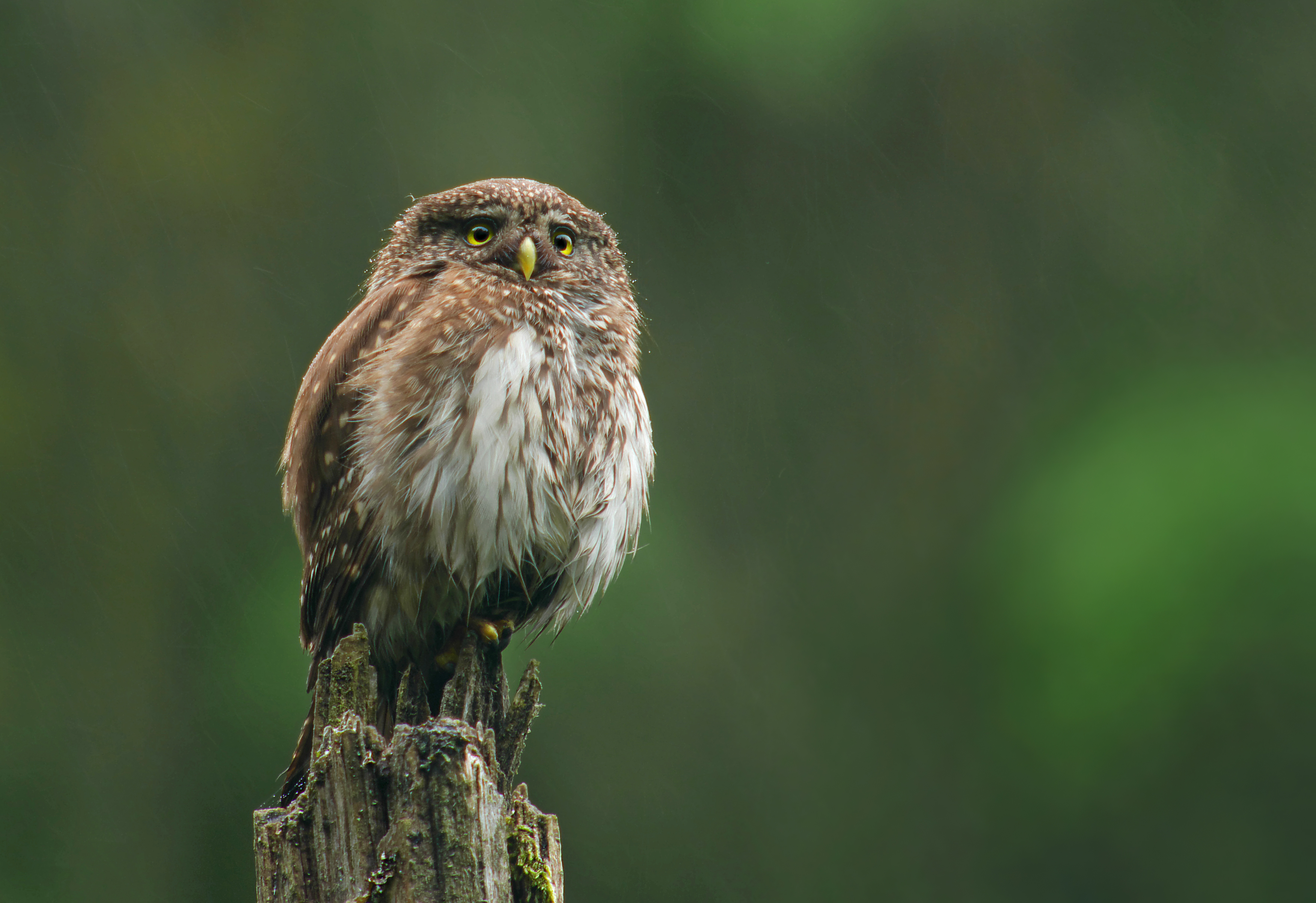
Sperlingskauz im leichten Regen

Der Sperlingskauz hat aufgrund seiner geringen Größe eine Reihe von Feinden, vor allem andere Eulenarten sowie Marder. Er besitzt kein ausgeprägtes Tarnkleid, zur Feindvermeidung hat er stattdessen eine sehr hohe Fluchtbereitschaft und weicht durch seine Aktivität in der Dämmerung den nachtaktiven größeren Eulen aus. Sobald er einen Feind erblickt, nimmt der Kauz eine Tarnstellung ein, wobei er sich steil aufreckt. Kommt der Feind trotzdem näher, erfolgt eine schnelle Flucht. In seltenen Fällen nutzt er auch eine Drohstellung, bei der er die Augen aufreißt und das Gefieder aufplustert, dabei gibt er Alarmrufe von sich und klappert mit dem Schnabel.
Bei Störungen an der Bruthöhle verhalten sich Weibchen und Jungvögel oft still, gelegentlich ist aber auch Schnabelknappen vor allem des Weibchens zu hören; bei Eindringversuchen stellt sich die Mutter über die Jungen und attackiert den Angreifer mit Schnabel- und Klauenhieben. Das Männchen greift Störenfriede an der Bruthöhle trotz seiner geringen Größe von außen an.

## Fortpflanzung
Der Sperlingskauz wird bereits mit vier bis fünf Monaten geschlechtsreif und führt eine monogame Saisonehe, dieselben Partner können aber mehrere Jahre gemeinsam brüten, wobei die Bindung in den Herbst- und Wintermonaten meistens erlischt. Einzelbeobachtungen stellten gelegentlich Polygynie fest, wobei zurzeit nicht klar ist, wie häufig dieses Verhalten auftritt.

### Balz
Die Tiere balzen zweimal im Jahr, wobei die Herbstbalz im September bis Oktober der Reviergründung dient. Während dieser Zeit fliegen die männlichen Vögel, manchmal in Begleitung ihrer Partnerin, auch tagsüber und versuchen, ihr Revier durch Gesänge zu erweitern. Die der Paarung vorausgehende Balz findet im Frühjahr statt, abhängig von der Witterung zwischen Februar und Anfang April. Auch die Frühjahresbalz beginnt mit Reviergesängen, die in Paarungsrufe übergehen. Letztere finden im Bereich der Höhle statt, wobei das im Einflugloch sitzende Männchen das Weibchen durch verschiedene Rufe an die Höhle heranlockt. Alternativ lockt das Männchen auf einem Ast sitzend mit ähnlichen Lauten ein Weibchen zu einer Beuteübergabe. Das Männchen präsentiert die Beute dem Weibchen, welches zuerst durch „quietschende“ Töne antwortet und schließlich die Beute entgegennimmt. Die Kopulation erfolgt auf Ästen in der Nähe der Höhle nach entsprechenden Lockrufen des Männchens. Das Weibchen setzt sich daraufhin auf den Ast und fordert mit gesenktem Kopf und erhobenem Schwanz seinen Partner zur Paarung auf. Das Männchen fliegt mit einem schnellen Trillern an und steigt auf den Rücken des Weibchens. Die Paarung erfolgt unter starkem Flügelschlag des Männchens, welches sich häufig auch im Gefieder des Weibchens festbeißt.

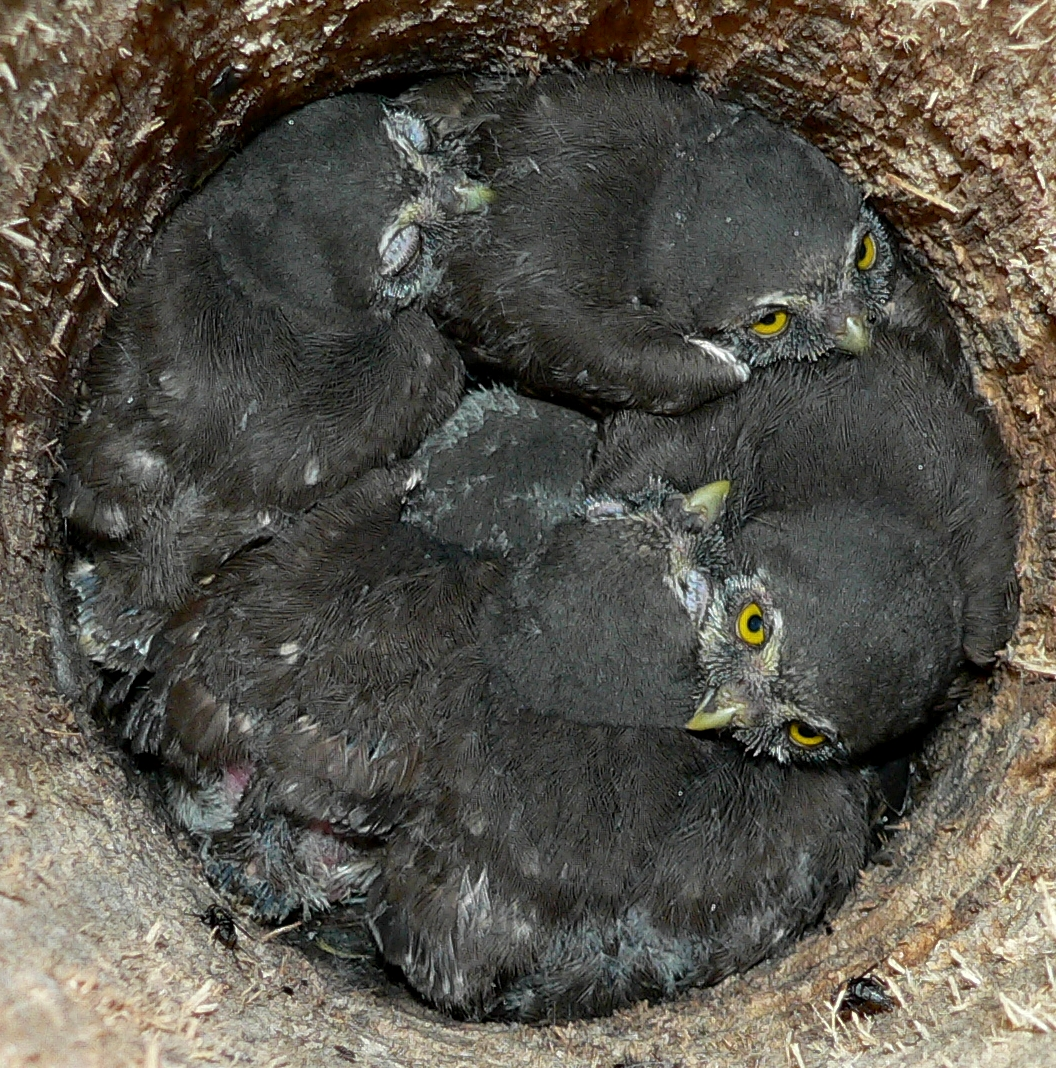
Jungtiere in einem Nistkasten

### Brut und Brutpflege
Als Bruthöhlen werden die Höhlen von Buntspecht, Dreizehenspecht und Weißrückenspecht bevorzugt, selten brütet der Sperlingskauz in Schwarzspechthöhlen oder Nistkästen. Dabei muss die Höhle vor allem ein enges Einflugloch haben und relativ tief sein, damit die Vögel vor Fressfeinden geschützt sind. Die Höhle wird zwar gesäubert, Nistmaterial wird jedoch keines eingetragen. Stattdessen legt das Weibchen den Boden mit einer etwa einen Zentimeter dicken Schicht gerupfter Daunen aus.
Die vier bis sieben reinweißen, breit-elliptischen Eier werden ab Mitte April gelegt und abhängig von der Witterung bis zu 30 Tage vom Weibchen bebrütet. Dieses verliert während der Brutdauer bis zu 34 Prozent seines Körpergewichts. Das Männchen taucht nur zur Nahrungsübergabe auf und lockt das Weibchen dabei aus der Höhle, nur sehr selten geht es ebenfalls in die Höhle. Es findet nur eine Jahresbrut statt, offenbar auch dann, wenn die Erstbrut nicht erfolgreich war. Die Jungen schlüpfen gleichzeitig. Wenige Tage nach dem Schlüpfen beginnt das Weibchen mit einer regelmäßigen Nestsäuberung, wobei es Eierschalen und Kotballen nach draußen befördert. Die Fütterung erfolgt ebenfalls ausschließlich durch das Weibchen, welches die Nahrung vom Männchen entgegennimmt. Nach etwa 30 bis 35 Tagen verlassen die Nestlinge die Höhle und werden noch etwa vier Wochen von den Eltern versorgt. Danach verlassen sie das Elternrevier und verstreuen sich in die nähere Umgebung (Dispersionszug oder Dismigration).

## Zugverhalten
In Mitteleuropa ist der Sperlingskauz Standvogel, der sein Brutareal nur bei sehr starkem Nahrungsmangel kleinräumig verlässt. Jungvögel zeigen eine geringere Standorttreue, doch auch sie entfernen sich nicht sehr weit vom Aufwuchsgebiet. Nördlichere Vögel sind bedeutend mobiler und neigen nach Populationszusammenbrüchen (Retrogradationen) ihrer Beutetiere sogar zum Verlassen ihres alten Standorts, wenn auch nicht in dem Ausmaß wie das etwa bei der Sperbereule oder der Schneeeule beobachtet wird. Meeresarme oder Buchten werden aber auch in diesen Fällen nur in Ausnahmefällen überflogen.

## Bestand und Bestandtrends
Der Sperlingskauz gehört zu den sehr schwer zu erfassenden Arten, deshalb unterliegen quantitative Angaben einer beträchtlichen Unschärfe. Der europäische Gesamtbestand wird auf etwa 35.000 Brutpaare geschätzt, der mitteleuropäische Bestand dürfte bei etwa 5.000 Brutpaaren liegen. Zurzeit ist eine in ihrem Ausmaß noch nicht genau erkannte Arealausweitung und Bestandszunahme im Gange, was durch die Vielzahl von Bruten in suboptimalen Sperlingskauzhabitaten belegt wird. Über die Gründe hierfür wird diskutiert, die milderen Winter der letzten Jahre und die Bestandszunahme bei den meisten Spechtarten, die für den Sperlingskauz eine Zunahme an Nistmöglichkeiten mit sich bringt, dürften eine Rolle spielen.

## Systematik
Beim Sperlingskauz unterscheidet man zwei Unterarten. Die Nominatform Glaucidium passerinum passerinum besiedelt die nördliche Paläarktis beginnend in Skandinavien und den baltischen Ländern bis östlich des Ural. Daran schließt sich das Verbreitungsgebiet der Unterart Glaucidium passerinum orientale an, das über Zentral- und Ostsibirien bis zum Pazifik reicht. Die Vögel dieser Unterart sind etwas größer und stärker graubraun, doch kommen solche Färbungen auch recht häufig bei alpin-europäischen Individuen vor.
In die nähere Verwandtschaft des Sperlingskauzes wird der in Afrika beheimatete Perlzwergkauz (Glaucidium perlatum) gestellt. Der ebenfalls sehr ähnliche amerikanische Gnomenzwergkauz (Glaucidium gnoma) stellt dagegen wahrscheinlich eine Konvergenzform mit lebensraum- und verhaltensbedingten Ähnlichkeiten dar.

## Filmdokumentation
- Claus und Ingrid König: Der kleine Spauz. 50-minütiger Dokumentarfilm über den Sperlingskauz im Schwarzwald, 2007.